# Ephebopus murinus
Ephebopus murinus är en spindelart som först beskrevs av Charles Athanase Walckenaer 1837.  Ephebopus murinus ingår i släktet Ephebopus, och familjen fågelspindlar. Inga underarter finns listade i Catalogue of Life.